# ارنستین اندرسون
ارنستین اندرسون (انگلیسی: Ernestine Anderson؛ زادهٔ ۱۱ نوامبر ۱۹۲۸) یک موسیقی‌دان اهل ایالات متحده آمریکا است.